# Fruitcake Bluff
Das Fruitcake Bluff ist ein steiles und rund 100 m hohes Felsenkliff im ostantarktischen Viktorialand. In der Daniels Range der Usarp Mountains ragt es in nordost-südwestlicher Ausrichtung über eine Länge von 1,5 km im südöstlichen Abschnitt des Thompson Spur auf.
Entdeckt wurde es von den Geologen Carlos Plummer und Scott Babcock, die im Dezember 1981 im Rahmen des United States Antarctic Research Program Erkundungen in der Daniels Range vornahmen. Die deskriptive Benennung nach einem Früchtekuchen (englisch fruitcake) erfolgte in Anlehnung an den Eindruck, den das hier vorherrschende Gestein in Textur und Färbung vermittelt.